# SKK Peterburgskij
Il Complesso dello sport e dei concerti Peterburgskij (in russo Спортивно-концертный комплекс "Петербургский"?, Sportivno-koncertnyj kompleks Peterburgskij) chiamato anche semplicemente SKK, fu un impianto polifunzionale coperto di San Pietroburgo, Russia, costruito in vista dei Giochi olimpici del 1980 e demolito nel 2020.
Fino al 1995 fu chiamato il Complesso dello sport e dei concerti Lenin. Poteva ospitare 25 000 spettatori.

## Costruzione
La progettazione dello stadio iniziò nel 1966. Nel 1970 ebbero inizio i lavori di costruzione. Il disegno dell'edificio cilindrico in stile neocostruttivista fu sviluppato dagli specialisti dell'istituto di ricerche LenZNIIEPA guidati dagli architetti Nikolaj Baranov e Igor Čajko. L'altezza dell'impianto rotondo a quattro piani era di 40 m, il diametro del tetto - di 160 m e il diametro del pianterreno - di 193 m. La superficie totale era di oltre 50.000m².
La struttura portante principale era costituita da 56 colonne in acciaio rivestite di cemento poste lungo il perimetro con interasse di 9 metri.
La tensostruttura del tetto era una membrana precompressa in lamiera d'acciaio spessa 6 mm, sospesa ad un anello monolitico prefabbricato in cemento armato appoggiato sulle colonne perimetrali dell'edificio. Grazie a questa soluzione ingegneristica innovativa, nel 1988 lo SKK fu messo dalla Società scientifica e tecnica francese in lista delle più grandi conquiste tecnici del XX secolo. La disposizione interna fu fatta in modo asimmetrico. I progettisti spostarono il centro dell'arena dal centro geometrico per garantire la massima quantità dei posti a sedere durante gli spettacoli “unilaterali”. Tolte le tribune laterali, la superficie della sala era di 124x88 metri, il che permise di attrezzare una pista di pattinaggio di velocità su ghiaccio lunga 333,3 metri e larga 12 metri. 
L'arena del Complesso era facilmente trasformabile: un campo da calcio o da hockey su ghiaccio diventava una palestra da ginnastica o un palco per concerti.
Spaziosi e luminosi vestiboli circolari circondavano ciascuno dei quattro piani et erano collegati verticalmente da scale aperte. Il piano terra ospitava le palestre d'allenamento, le saune, l'amministrazione, i servizi di supporto e un centro stampa. L'arena era dotata di due grandi schermi larghi 33 metri e alti 18 metri.
L'aspetto architettonico dello SKK fu completato dalle due sculture monumentali opere di V. Rybalko, G. Bagramjan, N. Gordievskij. All'ingresso del Complesso, sul lato sinistro della scalinata, vi era una figura femminile che reggeva nella mano sinistra le due maschere teatrali, tragica e comica. Simboleggiava il teatro, Il varietà e la musica. A destra si trovava la figura d'un atleta che alzava una coppa vincente.
Entrambe le figure stavano sui stretti piedistalli cilindrici alti quattro metri.
La costruzione del Complesso fu completata il 29 dicembre 1979 e la sua inaugurazione ebbe luogo il 19 maggio 1980. Lo SKK fu completato per i Giochi olimpici del 1980, ma non ospitò l'Olimpiade vera e propria. 

## Esercizio

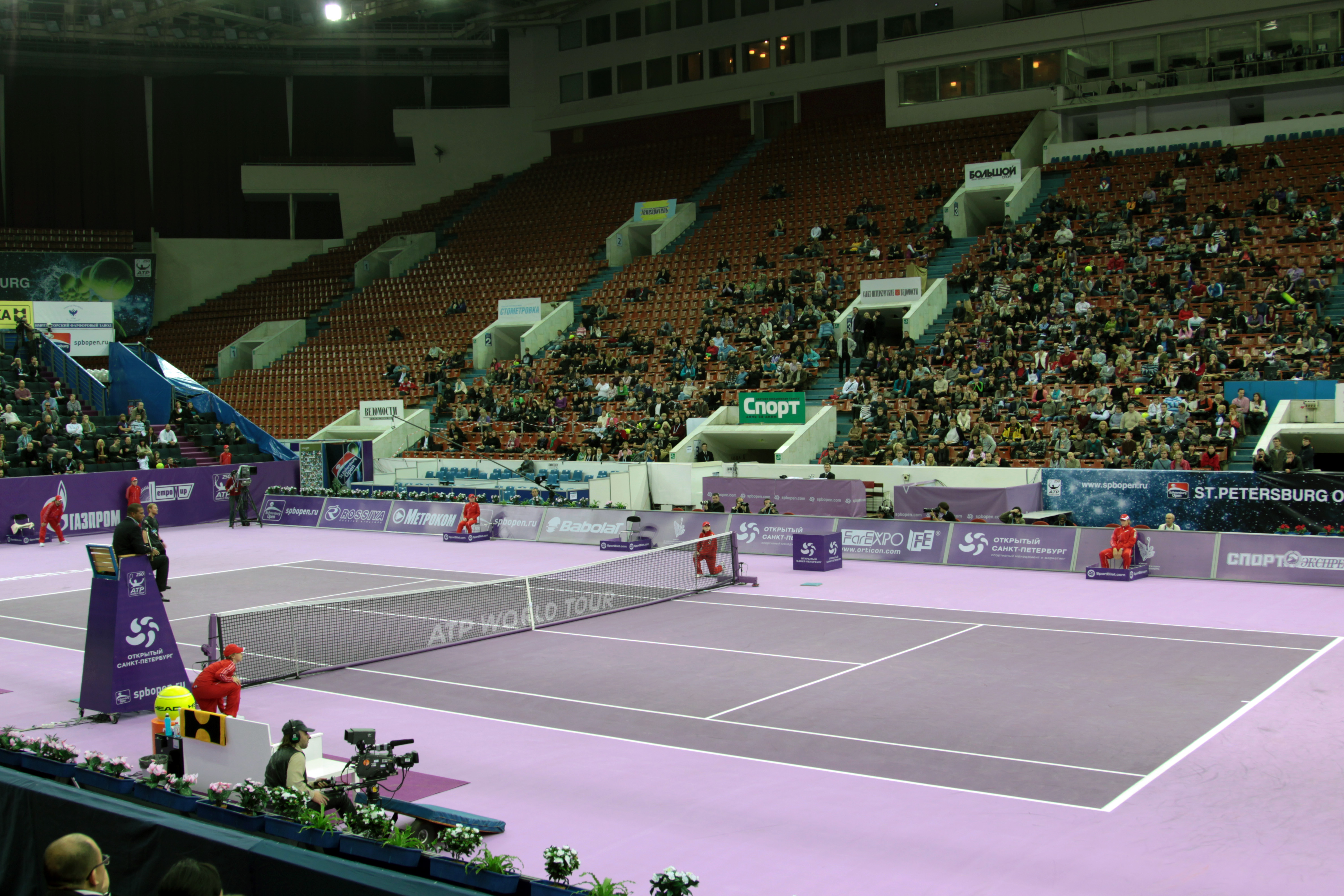
Il torneo St. Petersburg Open del 2010

L'impianto accoglieva gare in 22 specialità sportive. Qui avevano luogo il campionato mondiale femminile di pallamano 2005, tornei internazionali di tennis, tra cui il St. Petersburg Open, i campionati europei di pattinaggio di figura 1990 e della ginnastica artistica 1998, i campionati nazionali di pallavolo, basket, culturismo e altri sport.  Per molti anni lo SKK ospitava il torneo internazionale di calcio giovanile Valentin Granatkin Memorial. I pattinatori di velocità apprezzavano molto la pista dello SKK, perché era ininterrotta, cioè aveva il ghiaccio artificiale senza cuciture. Sul campo dello SKK 21 novembre 1984 la squadra locale Zenit Leningrado divenne per la prima volta il campione nazionale di calcio. Nel 1994 qui gareggiavano i partecipanti delle III Goodwill Games, e nel 1997 - festeggiavano il centenario del pattinaggio di figura.
Lo SKK Peterburgskij veniva utilizzato anche per concerti e festival.  Nel corso degli anni della sua esistenza, quasi 30 milioni di persone sono diventati suoi ospiti. Nella cronaca della vita concertistica del Complesso si trovavano i nomi delle stelle più brillanti della musica pop sovietica e poi russa: Alla Pugačëva, Valerij Leont'ev, Sofija Rotaru, Aleksandr Rozenbaum e molti altri. 
Qui venivano artisti di fama mondiale: Dean Reed, Mireille Mathieu, Pupo, Patricia Kaas, Julio Iglesias, David Copperfield, i gruppi musicali Space, Matia Bazar, Smokie, Depeche Mode. Negli ultimi anni dello SKK ci si sono esibiti Mylène Farmer, Eros Ramazzotti, Chuck Berry, Rammstein, DDT. 
Nonostante l'uso attivo, il Complesso non fu mai redditizio e nel corso della sua storia portò solo perdite ai suoi proprietari.
Nell'era post-sovietica, lo SKK iniziò ad ospitare meno eventi sportivi, di solito non redditizi, ma più concerti che portavano profitti. Nel vestibolo circolare del primo piano funzionava una fiera permanente. Il complesso gradualmente diventava obsoleto. Allo stesso tempo, a San Pietroburgo comparivano gli impianti multifunzionali nuovi e più moderni, che facevano concorrenza allo SKK: nel 2000 - il Palazzo del ghiaccio, nel 2013 – la Sibur Arena e nel 2017 la Gazprom Arena per più di 68 mila spettatori. Le gare precedentemente svolte allo SKK furono spostate lì. 

## Demolizione
Nel novembre 2017, la squadra cittadina di hockey su ghiaccio  il SKA San Pietroburgo ha chiesto di prendere lo SKK Peterburgskij in affitto perpetuo per trasformarlo in un'arena del ghiaccio moderna con una capacità di oltre 20 000 spettatori. Nel maggio 2018 il presidente del SKA Gennadij Timčenko e il governatore di San Pietroburgo Georgij Poltavčenko hanno firmato un accordo sulla ricostruzione dello SKK Peterburgskij. 
C'erano due concetti per la ricostruzione del Complesso dello sport e dei concerti.	Gli architetti e il pubblico richiedevano di rimodernare l'edificio conservando il suo aspetto esterno. Gli investitori invece pianificavano la demolizione completa dell'impianto e la costruzione di una nuova arena del ghiaccio al suo posto per completare i lavori in tempo per il campionato mondiale di hockey del 2023. L'ultima persona a cantare sul palco dello SKK l'11 agosto 2019 fu Jennifer Lopez. Il 24 ottobre 2019 l'entità giuridica del Complesso fu liquidata.	Cominciarono a smantellare le gradinate e le attrezzature.

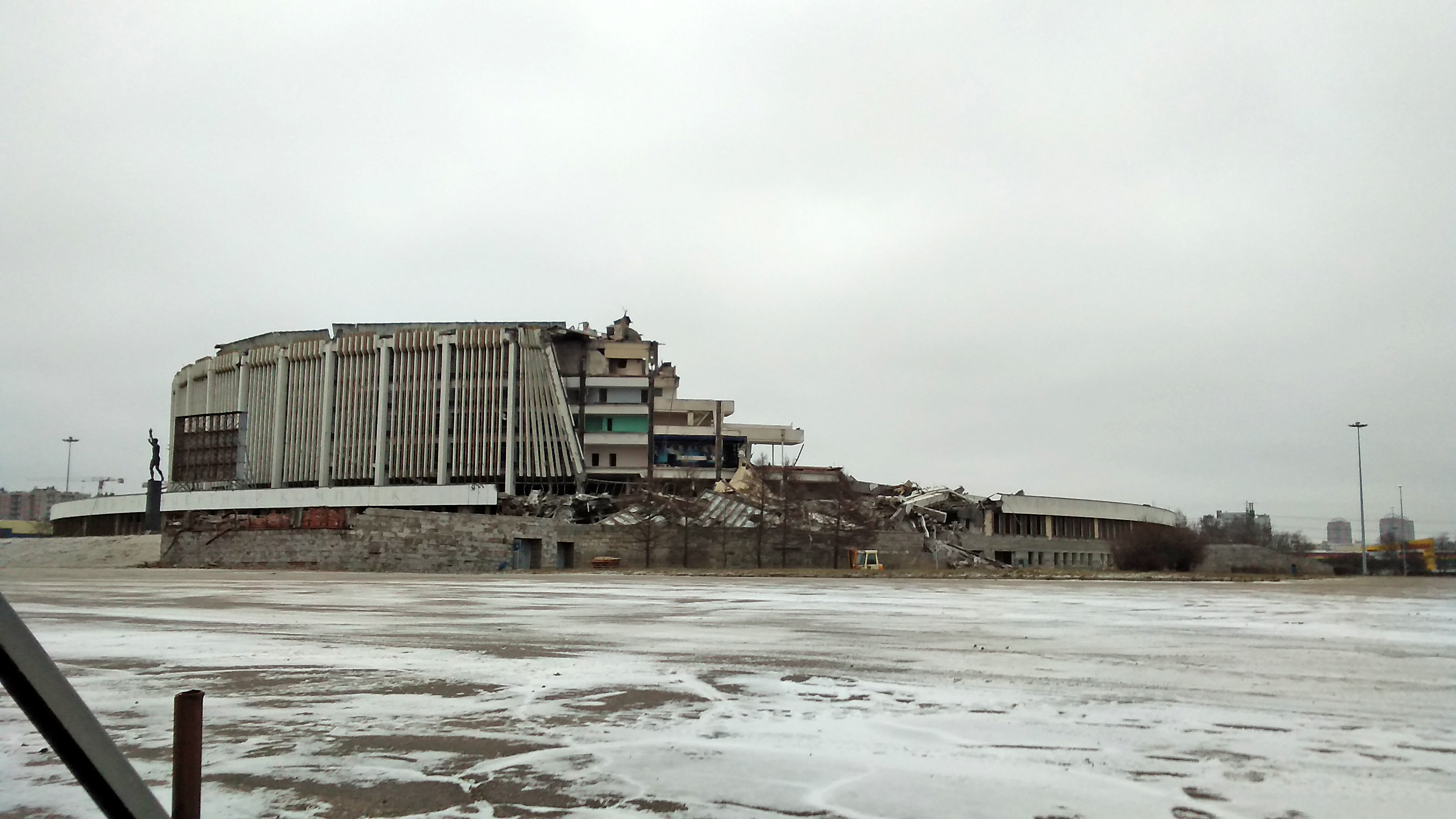
Lo SKK dopo il crollo

 La filiale cittadina della Società panrussa per la protezione dei beni culturali insieme con l'Ordine degli architetti cittadino all'inizio del 2019 presentarono al Comitato competente dell'Amministrazione della Città di San Pietroburgo una domanda per assegnare allo SKK lo status d'un monumento. Il Comitato non accettò la richiesta in quanto la legge consente di assegnare questo status agli edifici di età non inferiore a 40 anni. Il 30 dicembre 2019, il giorno dopo la scadenza del periodo di 40 anni dalla firma dell'atto di messa dello stadio in esercizio, fu presentata una nuova domanda per riconoscerlo come monumento architettonico. Il rappresentante dell'Amministrazione ancora una volta non l'accettò e suggerì di ripresentare la domanda dopo il 31 gennaio 2020. I difensori della città riferirono che lo avrebbero fatto il primo giorno utile lavorativo, il lunedi 3 febbraio. Dal momento dell'accettazione della domanda fino all'esame del merito della causa, i lavori di smantellamento avrebbero dovuto essere interrotti.
Il 31 gennaio 2020 cominciarono a smantellare l'esclusivo tetto dell'edificio. Una squadra di operai iniziò a tagliare i cavi che univano la membrana del tetto all'anello di supporto appoggiato sulle colonne perimetrali. Quando 15 dei 112 cavi furono tagliati, l'edificio crollò in modo incontrollabile, seppellendo uno degli operai sotto le macerie. Uno dei mass-media della città trasmetteva il video del cantiere, e il giovane morì in diretta televisiva. Nel marzo 2020, la parte dell'edificio rimasta dopo il crollo fu smantellata e al suo posto ebbe inizio la costruzione della SKA Arena.